# Bactéria magnetotática
As bactérias magnetotáticas, descobertas por Salvatore Bellini em 1963 e redescobertas por Richard P. Blakemore em 1975, se comportam como dipolos magnéticos permanentes e se orientam ao longo das linhas do campo magnético terrestre. Assim, podem ser controladas por meio de um terceiro campo magnético. Esta particularidade biológica é chamada magnetotaxia e estas bactérias formam o grupo das bactérias magnetotáticas. Os magnetossomos são organelas de cadeias de grânulos de óxidos metálicos (magnetita ou greigita, na maioria das vezes), presentes nos citoplasmas das bactérias magnetotáticas. Os magnetossomos são geralmente de tamanho uniforme e alinhados ao longo da célula.

## Utilidades

### Fabricação de computadores biológicos
Cientistas da University of Leeds, na Grã-Bretanha, e da Universidade de Agricultura e Tecnologia de Tóquio, no Japão, estão fazendo experimentos com micróbios que se alimentam de ferro.
Uma vez ingerido pelos micróbios, o ferro é transformado em pequenos ímãs, semelhantes aos que são encontrados em discos rígidos de computadores.
De acordo com os pesquisadores, a pesquisa, que foi divulgada na publicação científicaSmall, pode permitir a fabricação de discos rígidos muito mais rápidos.

#### Diagnóstico de doenças
Um experimento realizado na Universidade de Granada, na Espanha, contou com o desenvolvimento de uma técnica para introduzir nanopartículas magnéticas em bactérias comestíveis, para facilitar exames como a ressonância magnética.
As bactérias magnéticas poderão ser adicionadas aos alimentos e, assim, permitir o diagnóstico de doenças do aparelho digestivo, incluindo o câncer de estômago. Além disso, a inovação pode ajudar no tratamento de tumores que utilizam a técnica de hipotermia magnética.
Vale ressaltar a existência de micro-biontes cujas características magnéticas são determinada geneticamente. No entanto, o caso acima trata de bactérias magnéticas produzidas artificialmente.